# Instytut Wschodni w Warszawie
Instytut Wschodni w Warszawie (III 1926 – IX 1939) – polska instytucja naukowa z siedzibą w Warszawie (w niezachowanym pałacu Teppera przy ulicy Miodowej 7). Jeden z pierwszych na świecie ośrodków badań sowietologicznych, kluczowy element organizacyjny struktury ruchu prometejskiego.

## Geneza
Polscy działacze prometejscy formułując na początku lat dwudziestych program polityki wschodniej wychodzili z przeświadczenia, że we wzajemnym poszanowaniu suwerenności polityczno-państwowej i konieczności wspólnej obrony przed „agresją imperializmu rosyjskiego” – mieści się realny interes polityczny państw i narodów wspierających ruch prometejski – z Polską na czele. Ponadto istniało wśród nich przekonanie, „że tak położenie międzynarodowe Polski, jak i jej interesy gospodarcze wymagają gruntownej znajomości Wschodu”. Umiejscowienie problemu prometejskiego w ramach konkretnego programu politycznego skłaniało ideologów ruchu do normalizacji jego elementów organizacyjnych.
Faktycznej genezy Instytutu należy doszukiwać się w działalności 2 stowarzyszeń. Pierwszym z nich był Związek Zbliżenia Narodów Odrodzonych (zał. styczeń 1921), drugim natomiast Towarzystwo Polsko-Azjatyckie (zał. 1922).

## Działalność
Instytut powstał 12 marca 1926 jako placówka o charakterze społeczno-naukowym. Miał on podtrzymywać stosunki naukowe i kulturalne Polski ze Wschodem poprzez prowadzenie kursów językowych, a także poprzez wykłady o tematyce orientalnej.

### Cele
Zainicjowanie prac Instytutu Wschodniego było w tej mierze pierwszoplanowym posunięciem realizacyjnym. Idea wyspecjalizowanego ośrodka badawczego w zamyśle twórców Instytutu miała opierać się na współistnieniu politycznej koncepcji prometejskiej z naukowo-dydaktycznymi zadaniami polskiego wschodoznawstwa. Tak więc, oprócz „nauczania i badania rzeczy wschodnich” działalność Instytutu Wschodniego skupiała się wokół dwóch nadrzędnych zadań o charakterze politycznym:
1. Kształtowania ideologicznego młodzieży polskiej, mniejszości narodowych oraz grup emigracyjnych związanych z Instytutem (działalność wewnętrzna)
2. Propagowania założeń prometejskich wśród społeczeństwa polskiego, ze szczególnym uwzględnieniem środowisk akademickich i organizacji emigracyjnych (działalność zewnętrzna).

### Aktywizacja młodzieży
Szeroko zakrojoną działalność polityczną prowadziło wśród młodzieży akademickiej Orientalistyczne Koło Młodych (założyciele – Władysław Pelc, Włodzimierz Bączkowski). Podzielone organizacyjne na szereg sekcji narodowościowych OKM aktywizowało swych członków w ramach akcji odczytowej, ideologicznej i wydawniczej. Najaktywniejsi działacze Koła tworzyli zespoły redakcyjne czasopism prometejskich: „Wschód-Orient”, „Biuletyn Polsko-Ukraiński”, „Problemy Europy Wschodniej” i „Myśl Polska”. Od 1931 r. Koło sprawowało kuratelę nad młodzieżą emigracyjną ze Wschodu, a także współdziałało z szeregiem tworzonych przez przedstawicieli „Narodów Zniewolonych” organizacji, m.in.: Związkiem Studentów Kaukaskich w Polsce, Komitetem Gruzińskim, Komitetem Górali Kaukaskich, ukraińską korporacją „Zaporoże”. Działalność „okaemowców” wykraczała poza Warszawę i granice państwa. Filie OKM powstały w Krakowie, Wilnie, Lwowie, Poznaniu, a także w mandżurskim Harbinie.

### Władze
W urzeczywistnianie założeń ideologicznych bezpośrednio zaangażowane były również władze Instytutu Wschodniego. Prezes (Stanisław Siedlecki, od maja 1939 Jan Kucharzewski) i sekretarz generalny (Stanisław Korwin-Pawłowski, od 1931 r. Olgierd Górka, od 1939 r. Władysław Tomkiewicz) inicjowali spotkania z reprezentantami emigracji politycznej a sprawozdania z przebiegu rozmów przedkładane były zainteresowanym czynnikom decyzyjnym w państwie.

### Towarzystwa przyjaźni
Rolę ekspozytur ruchu prometejskiego odgrywały także działające w murach Instytutu towarzystwa przyjaźni. Ich przedstawiciele pracowali na rzecz zacieśniania stosunków kulturalnych, naukowych i gospodarczych ze Wschodem, a także wspierali akcję prometejską poza granicami kraju. Wsparcie moralne, materialne i organizacyjne uzyskały od Instytutu Towarzystwa: Polsko-Chińskie, Polsko-Japońskie, Polsko-Tureckie, Polsko-Węgierskie, Polsko-Rumuńskie, Polsko-Irańskie i Stowarzyszenie Polsko-Jugosłowiańskie wraz z Ligą Stowarzyszeń Polsko-Jugosłowiańskich.

### Dydaktyka
Działalność Instytutu Wschodniego uwydatniła się wyraźnie na polu polskiego wschodoznawstwa. Funkcjonująca przy Instytucie Szkoła Wschodoznawcza oceniana była bardzo wysoko. Przedstawiciele władz państwowych podkreślając jej walory uzasadniali, że jest to „jedyna w Polsce szkoła postawiona na poziomie wschodoznawstwa europejskiego i gwarantuje wyszkolenie zastępu ludzi wyspecjalizowanych w zagadnieniach i językach wschodnich”. Celem działalności dydaktycznej Instytutu było praktyczne przygotowanie słuchaczy do pracy dyplomatycznej na Wschodzie. Ponadto Szkoła umożliwiała studentom warszawskich uczelni pogłębiane wiedzy na temat języków, kultury i historii krajów Orientu. W gronie wykładowców znaleźli się wybitni językoznawcy i naukowcy, m.in.: Ayaz Ishaki, dr Witold Jabłoński, prof. Jan Jaworski, dr Giorgi Nakaszydze, dr Tomasz Parczewski, prof. Stanisław Poniatowski, prof. Seraja Szapszał, ks. dr Stanisław Trzeciak, Ryochu Umeda, prof. Ananiasz Zajączkowski.

### Wychowankowie
Warto zaznaczyć, że wśród wychowanków Instytutu Wschodniego znaleźli się m.in. koryfeusze polskiej orientalistyki, profesorowie: Wiesław Roman Kotański i Jan Reychman. W gronie słuchaczy Szkoły znaleźli się oficerowie Sztabu Głównego (m.in. Tadeusz Jachimek).

### Działalność naukowa
Do zadań Instytutu należało również „naukowe poznanie Wschodu”. W tym celu gromadzono materiał źródłowy, wydawano publikacje naukowe i popularnonaukowe, obejmowano patronatem wiele wypraw naukowych na Wschód. Wymiernym rezultatem tej formy działalności były prace komisji wschodoznawczych: bibliograficznej, biograficznej, nazw wschodnich i języków północnego Kaukazu. Działalność komisji instytutowych przyczyniła się do opracowania m.in.: centralnego katalogu orientaliów w Polsce, życiorysów polskich orientalistów i podróżników, transkrypcji nazewnictwa orientalnego i unifikacja alfabetu północnego Kaukazu.

### Działalność polityczna
Prace Instytutu Wschodniego dość wcześnie stały się przedmiotem zainteresowania polskich władz. Jeszcze pod koniec lat dwudziestych skład zarządu Instytutu uzupełniony został o przedstawicieli Ministerstwa Spraw Zagranicznych RP i Oddziału II Sztabu Głównego WP i Instytutu Badań Spraw Narodowościowych – stowarzyszenia (z 1921 r.) do badania sytuacji mniejszości narodowych.
Od roku 1931 działalność polityczna placówki podlegała kontroli Ekspozytury nr 2 Oddziału II Sztabu Głównego, równocześnie przejęto wpływ na obsadę stanowisk kierowniczych w Instytucie.

### Finansowanie
Instytut Wschodni opierał swój budżet w znacznej mierze o dotacje ministerialne i sztabowe. Dochody uzyskiwane z własnej działalności, prac zleconych oraz darowizn stanowiły znikomą część wpływów. Bez wątpienia funkcjonowanie placówki w określonych realiach politycznych i gospodarczych nie byłoby możliwe bez stałego finansowego wsparcia Ministerstwa Spraw Zagranicznych PR i Sztabu Głównego WP. Jednakże co należy podkreślić, większość tych środków przeznaczana była na realizację wyznaczonych zadań politycznych. W tej mierze priorytetem objęto aktywizację prac o charakterze prometejskim, które stanowiły jeden z zasadniczych filarów wschodniej polityki zagranicznej obozu belwederskiego (sanacji). Nasilający się proces upolitycznienia Instytutu Wschodniego zniekształcał cele wytyczone przez jego twórców. Założona na wstępie koncepcja równowagi pomiędzy działalnością naukowo-dydaktyczną a realizacją celów politycznych została wyraźnie zakłócona. Tendencje te uległy natężeniu w drugiej połowie lat trzydziestych, kiedy to zaznaczył się okres wyraźnego impasu aktywizacji prac Instytutu Wschodniego.

### Reorganizacja
Kryzys w łonie sanacji wywołany śmiercią marszałka Piłsudskiego, odsunięcie od władzy „grupy pułkowników”, brak zrozumienia dla poglądów prometejskich wykazywany przez nowe siły dyspozycyjne w obozie rządzącym odgrywały w tym przypadku decydujące znaczenie. Przesilenie polityczne odbiło się negatywnie na sytuacji materialnej placówki: „Wskutek zmniejszonych kredytów na te cele (prace prometejskie) uległy likwidacji niektóre placówki i wydawnictwa, przy czym najdotkliwiej odczuło się to na odcinku prac tajnych – łączności z krajami prometejskimi”. W dalszej działalności prometejskiej nastąpiła ewolucja uwzględniająca natężenie działań wywiadowczo-dywersyjnych kosztem lansowanego dotychczas bezinteresownego poparcia na rzecz „narodów zniewolonych”. Nowe plany reorganizacji Instytutu uwzględniały nasilenie prac o charakterze politycznym przy jednoczesnym odstąpieniu od prowadzonej dotąd działalności dydaktyczno-naukowej. Likwidacja Szkoły Wschodoznawczej oraz pozbawienie stanowisk kierowniczych krytykujących posunięcia władz RP działaczy Instytutu, stanowiły w dziejach placówki nową cezurę chronologiczną. Okres ten trwał niepełna pół roku. Zakończył go wybuch wojny w 1939 r.

## Spadkobiercy
Układ polityczny, który zaistniał po 1945 r. – podporządkowanie Polski ZSRR i sowietyzacja kraju – uniemożliwiał kontynuację działań i badań Instytutu w rzeczywistości PRL. Pracownicy Instytutu w konsekwencji byli zmuszeni pozostać na emigracji. Prace Instytutu znalazły bezpośrednie naśladownictwo w działalności londyńskiego Instytutu Wschodniego „Reduta”.
W suwerennym kraju stworzył się podatny grunt dla organizacji pozarządowych ośrodków analitycznych współczesnego świata. Jednakże wśród funkcjonujących dziś w wolnej Polsce ośrodków badawczo-analitycznych trudno doszukać się placówki tak wszechstronnej i bezinteresownie zaangażowanej w działalność na rzecz irredenty „narodów zniewolonych”, jaką był przedwojenny Instytut Wschodni. Zbliżony profil badań realizują powstałe w początku lat dziewięćdziesiątych placówki: Instytut Kresów Wschodnich w Przemyślu (działalność informacyjna, odczytowa, wystawowa), Studium Europy Wschodniej Uniwersytetu Warszawskiego (działalność dydaktyczna), Instytut Europy Środkowo-Wschodniej (działalność naukowa i wydawnicza), Ośrodek Karta (działalność wystawiennicza, wydawnicza i edukacyjna), Ośrodek Studiów Wschodnich (działalność analityczna i informacyjna).